# Euthalia boisduvalii
Euthalia boisduvalii är en fjärilsart som beskrevs av Jean Baptiste Boisduval 1836. Euthalia boisduvalii ingår i släktet Euthalia och familjen praktfjärilar. Inga underarter finns listade i Catalogue of Life.